# 기시카와 나쓰키
기시카와 나쓰키(일본어: 岸川 奈津希, 1991년 4월 26일 ~ )는 일본의 여자 축구 선수이다.

## 구단 경력
나데시코 리그, WE리그의 우라와 레즈, 베갈타 센다이, 제프 유나이티드 지바에서 활동했다.

## 국가대표팀 경력
그녀는 2008년 FIFA U-17 여자 월드컵에 참가할 일본 U-17 국가대표팀에 발탁되었으며, 4경기에 출전, 4득점을 넣었다. 2010년 FIFA U-20 여자 월드컵에도 출전, 3경기에 출전, 2득점을 넣었다.